# WWO Wilk
WWO Wilk (від пол. Wóz Wsparcia Ogniowego — машина вогневої підтримки; пол. Wilk — вовк) — нова польська машина вогневої підтримки. Конструкція базується на БТР Rosomak, польська ліцензійна версія бронетранспортера Patria AMV. Wilk має башту CT-CV 105HP. Він має гарну точність прямого вогню. Через свою вагу машина вогневої підтримки Wilk маневреніша у порівнянні з ОБТ.

## Історія
Сама ідея колісної машини підтримки не нова, на Заході існує багато зразків подібної техніки, зокрема американський M1128 Stryker. Вони поєднують в собі вогневу міць ОБТ і мобільність колісних машин. Не дивно, що польські військові вирішили в кінцевому рахунку включити такий перспективний клас у свою систему озброєнь.
Існує два способи забезпечення мотопіхоти машинами вогневої підтримки. Перший — надати кожній роті по одному взводу БМВП (бойова машина вогневої підтримки). Другий — перевести одну роту в батальйоні на машини вогневої підтримки. Перевага другого способу полягає в тому, що він дозволяє зберегти чисельність батальйону при зростанні військової потужності.
Хоча мотострілецькі підрозділи самі по собі не можуть протистояти танковим атакам, навчання і випробування НАТО показали, що наявність всього одного взводу на машинах вогневої підтримки з 105 мм гарматами значно підвищує шанси завдати противнику серйозної шкоди. Експеримент, проведений офіцерської школою у Вроцлаві, підтвердив ці висновки і показав, що батальйон польської мотопіхоти з доданими БМВП в деяких випадках навіть може зупинити танкову атаку.
Крім того, установка важкого озброєння на стандартне шасі значно скорочує витрати на обслуговування такої машини. А колісні машини самі по собі обходяться вже значно дешевше гусеничних.
Тому компанії WZM (виробник KTO Rosomak) і CMI Defence (бельгійський виробник башт) прийняли рішення про створення WWO Wilk. Машина являє собою корпус від Rosomak з баштою Cockerill CT-CV 105HP.
Проте не відомо чи прийняті Wilk на службу польської армії. Або чи видало польське міністерство оборони запит на колісні машини вогневої підтримки.
Головним завданням Wilk є вогнева підтримка піхоти. Він ефективно бореться з броньованими і неброньованими машинами, будівлями і укріпленнями. Він також може використовуватися винищувачем танків. Проте дана артилерійська система не може ефективно боротися проти сучасних основних бойових танків. Окрім атаки з засідки.

## Конструкція

### Башта
Wilk має баштою CT-CV 105HP на дві особи. Ця башта розроблена для колісних та гусеничних машин вагою від 18 до 30 т. Варто відзначити, що башта CT-CV 105HP також встановлена на одну з версій легкого танка WPB Anders. Вона озброєна повністю стабілізованою низькоімпульсною гарматою калібру 105 мм. 105 мм башту було обрано через те, що 90 мм гармата не має достатньої вогневої потужності, у той час як 120 мм гармата занадто важка для колісних 8x8 БТРів.
CMI Defence також випускає ці башти окремо, і потенційні замовники можуть встановити їх на будь-яку відповідну техніку. WWO Wilk озброєна 105-мм гарматою CV з автоматом заряджання, яка здатна вести вогонь як стандартними боєприпасами НАТО, так і снарядами Cockerill M1060CV, які пробивають 560 мм броні під кутом 60 градусів з дистанції до 2 км.
Також гармата здатна вести стрільбу ПТКР Cockerill Falarick 105. ПТКР Falarick розроблена в Україні. Вона використовується для ураження броньованої техніки на далекій відстані. Ракета має напівавтоматичну лазерну систему наведення з тандемною бойовою частиною. Falarick 105 пробиває броню не менше 550 мм за динамічним захистом. З основною гарматою може бути спарений 7,62 мм або 14,5 мм кулемет, на даху встановлюється зенітний кулемет або дистанційно керована установка.
Боєкомплект зберігається у окремому відсіку. Дальність пострілу снарядом складає 4 —км, а ПТКР Falarick — 5 км. Швидкострільність 8 пострілів за хвилину. Кут піднесення гармати 42°. Завдяки цьому машину можна використовувати у містах і гірській місцевості. Також гармата може вести вогонь як гаубиця. Дальність непрямого пострілу складає 10 км.
У башті розміщуються два члена екіпажу (командир і навідник), існує кілька варіантів бронювання аж до 4-го рівня STANAG (захист від 14,5 мм ББ).
Калібр в 105 мм є досить вдалим компромісом: при збереженні основних завдань, з якими справляються 120 мм гармати, він дозволяє утримувати рухливість машини на рівні варіантів з автоматичними гарматами.
Прототип машини був побудований і випробуваний в 2012 році. Попри непогані показники, він не зацікавив польських військових. Основною причиною було те, що 105 мм став би третім калібром (на додаток до 120 мм у Leopard 2 і 125 мм у Т-72), який використовували б у польській армії. Компанії WZM і CMI Defence продовжили розвивати проєкт, і в результаті їх спільної діяльності з'явилася машина на шасі Rosomak з баштою Cockerill XC-8.
У цю башту можна встановлювати більшу 120-мм гладкоствольну гармату Cockerill з низьким тиском газів. Гармата здатна вести вогонь усіма стандартними боєприпасами НАТО. Новий калібр дозволив вирішити логістичні проблеми, які заважали прийняттю оригінального Wilk. Башта може озброюватися і 105-мм гарматою, однак цей варіант зі зрозумілих причин не розглядався.
Завдяки малій вазі башти XC-8 рухливість залишилася на рівні Rosomak, а 120 мм гармата дозволила вражати всі потенційні цілі на полі бою, включаючи сучасні ОБТ. Поряд зі стандартними боєприпасами замовники Wilk можуть придбати 120-мм варіант ракет Falarick, розроблений компанією Cockerill. Як і 105-мм версія, вони можуть вражати цілі на дистанції до 5 км.
У башті розміщуються два члени екіпажу. Максимальний кут піднесення гармати становить 20 градусів (тому, на відміну від CT-CV, стрільба непрямою наводкою неможлива), схиляння - -10. XC-8 має кілька варіантів захисту аж до 5-го рівня STANAG 4569.
Прототип Wilk з баштою XC-8 вперше показали в 2015 році на виставці MSPO в Кельцях, Польща. Повторна демонстрація відбулася в 2016 році. Також машина була запропонована польським військовим, але на жовтень 2016 р ніяких остаточних угод про її запровадження або ж відмови не було озвучено, і певного місця в структурі збройних сил Польщі подібної модифікації Wilk не виділялося. Тепер[коли?] польські військові розглядають кілька напрямків розвитку машин вогневої підтримки (в тому числі платформу Anders і WWB Gepard), що робить майбутнє WWO Wilk дуже невизначеним.
Wilk має сучасну систему керування вогнем. Вона допомагає вести вогонь вдень і вночі.

### Корпус
Машина базується на БТР Patria AMV, який має найзахищене шасі у цьому класі. Проте, схоже шасі має кращий захист ніж башта. Шасі Wilk має модульний балістичний захист. Броня складається зі змінних модулів різної товщини які можна адаптувати до вимог завдання. Важка броня знімається у мирний час і при транспортуванні. Але її можна швидко встановити для виконання бойового завдання. Максимальним є захист від 30 мм бронебійних снарядів. Машина також має високий рівень захисту від мін. Вона може витримати вибух еквівалентний 10 кг тротилу. Дві важкоброньовані машини польської армії отримали влучання ракет з РПГ-7, проте вони не пробили броню і машини повернулися на базу. Wilk також має захист від зброї масового ураження і автоматичну систему пожежогасіння.
Екіпаж машини складається з трьох осіб: командира, навідника і механіка-водія.

### Рушій
Машина має дизельний двигун Scania DI 12 з турбонаддувом потужністю 540 к.с. Машина має централізовану систему регулювання тиску у шинах. Через збільшення ваги Wilk не може пересуватися вплав по воді.

## Варіанти
Демонстраційний зразок з легкою баштою CMI Defence XC-8. Ця артилерійська система вперше продемонстрована публіці у 2014. Конструкція башти XC-8 базується на CT-CV 105HP. Башта може бути оснащена додатковою бронею для захисту від  бронебійних куль калібру 14,5 мм.